# Bylbasivka
Bylbasivka (ukrainska:Билбасівка, ryska:Былбасовка) är ett ryskspråkigt ukrainskt stadsliknande samhälle i  Slovjansk rajon i Donetsk oblast belägen öster om staden Slovjansk. Orten hade år 2011 6 310 invånare.